# مجشر أبي يحيى
بلدية مجشر أبي يحيى (بالإسبانية: Macharaviaya) هي بلدية تقع في مقاطعة مالقة التابعة لمنطقة أندلسية جنوب إسبانيا.

## أصل التسمية
مَجْشَرٌ (ج: مجاشر) هي كلمة عربية أندلسية مشتقة من الكلمة اللاتينية "masseria" بمعنى بيت مزرعة أو فيلا.

## الديموغرافيا
بلغ عدد سكان بلدية مجشر أبي يحيى 519 نسمة عام 2011 (وفقاً للمعهد الوطني الإسباني للإحصاء).
| 324 | 346 | 364 | 362 | 496 | 501 | 519 |